# Diocesi di Orrea
La diocesi di Orrea (in latino Dioecesis Horrensis) è una sede soppressa e sede titolare della Chiesa cattolica.

## Storia
Orrea, identificabile con le rovine di Sidi-Rehane o di Aïn-Zada nell'odierna Algeria, è un'antica sede episcopale della provincia romana della Mauritania Sitifense.
Unico vescovo conosciuto di questa diocesi africana è Vittore, il cui nome appare al 7º posto nella lista dei vescovi della Mauritania Sitifense convocati a Cartagine dal re vandalo Unerico nel 484; Vittore, come tutti gli altri vescovi cattolici africani, fu condannato all'esilio.
Il nome di questa sede vescovile si riferisce alle horrea, o granai pubblici, dove si ammassavano le granaglie prodotte dalle fertili terre di questa parte della provincia, prima che venissero portate a Salde (oggi Béjaïa) per poi essere spedite via mare verso Roma. Probabilmente il vescovo Vittore risiedeva a Caput Saltus Horreorum, che era il capoluogo di una vasto possedimento agricolo imperiale. Nella provincia della Mauritania Sitifense esistevano altre Horrea, tra cui Muslubio Horrea e Horrea Aninici.
Dal 1933 Orrea è annoverata tra le sedi vescovili titolari della Chiesa cattolica; dal 26 maggio 2023 il vescovo titolare è Michele Di Tolve, vescovo ausiliare di Roma.

## Cronotassi

### Vescovi residenti
- Vittore † (menzionato nel 484)

### Vescovi titolari
- Nicolas Gervaise † (3 giugno 1726 - 20 novembre 1729 deceduto)
- Francis Patrick Carroll † (28 dicembre 1966 - 25 febbraio 1967 deceduto)
- Francis Xavier Hsu Chen-Ping † (12 giugno 1967 - 29 maggio 1969 nominato vescovo di Hong Kong)
- Alphonse U Than Aung † (28 aprile 1975 - 25 settembre 1978 nominato arcivescovo di Mandalay)
- Carlos Stetter (3 ottobre 1987 - 7 gennaio 1995 nominato vescovo coadiutore di San Ignacio de Velasco)
- Julio César Terán Dutari, S.I. (12 luglio 1995 - 14 febbraio 2004 nominato vescovo di Ibarra)
- Luigi Stucchi † (8 aprile 2004 - 20 dicembre 2022 deceduto)
- Michele Di Tolve, dal 26 maggio 2023